# Ambasada Albanii w Warszawie
Ambasada Albanii w Warszawie (alb. Ambasada e Republikes se Shqiperise ne Republiken e Polonise) – albańska placówka dyplomatyczna znajdująca się w Warszawie przy ul. Altowej 1.
Ambasador Albanii w Warszawie akredytowany jest także w Republice Estońskiej, Republice Litewskiej, Republice Łotewskiej i na Ukrainie.

## Historia
Stosunki dyplomatyczne pomiędzy Polską i Albanią nawiązano w 1938. Albania nie otworzyła jednak swojego przedstawicielstwa w Warszawie.
Po II wojnie światowej, stosunki dyplomatyczne reaktywowano w 1945, podnosząc je w tym samym roku do szczebla ambasad. W Warszawie był akredytowany ambasador Albanii mający swą siedzibę w Moskwie. W 1950 otwarto ambasadę w Warszawie. W 1957 do Polski przyjechał pierwszy ambasador Albanii. W okresie 1966–1992 utrzymywano stosunki na szczeblu charge d'affaires a.i.

## Siedziba
Ambasada mieściła się w willi (proj. Jana Bogusławskiego) przy ul. Parkowej 27 (1950), obecnie pełniącej funkcję wilii premiera RP, następnie przy ul. Aldony 18 (1951-1957), w willi (proj. Lucjan Korngold, Stefan Koziński, Philip Denis Omer Vanherrewege) Zofii Żochowskiej z Wedlów z 1936 przy ul. Słonecznej 15 (1957-2003), którą wcześniej zajmowała ambasada Bułgarii (1950-1956), a obecnie ambasada Luksemburga (2005-). Od 2004 ambasada Albanii ma swoją siedzibę przy ul. Altowej 1.